# 19e cérémonie des Southeastern Film Critics Association Awards
La 19e cérémonie des Southeastern Film Critics Association Awards, décernés par l'Oklahoma Film Critics Circle, a eu lieu le 13 décembre 2010, et a récompensé les films réalisés dans l'année.

## Palmarès

### Top 10
1. The Social Network
2. Le Discours d'un roi (The King's Speech)
3. Winter's Bone
4. Black Swan
5. Inception
6. True Grit
7. Toy Story 3
8. 127 heures (127 Hours)
9. The Fighter
10. Tout va bien, The Kids Are All Right (The Kids Are All Right)

### Meilleur film
- The Social Network
  - Le Discours d'un roi (The King's Speech)

### Meilleur réalisateur
- David Fincher pour The Social Network
  - Christopher Nolan pour Inception

### Meilleur acteur
- Colin Firth pour le rôle du roi George VI dans Le Discours d'un roi (The King's Speech)
  - James Franco pour le rôle d'Aron Ralston dans 127 heures (127 Hours)

### Meilleure actrice
- Natalie Portman pour le rôle de Nina dans Black Swan
  - Jennifer Lawrence pour le rôle de Ree Dolly dans Winter's Bone

### Meilleur acteur dans un second rôle
- Geoffrey Rush pour le rôle de Lionel Logue dans Le Discours d'un roi (The King's Speech)
  - Christian Bale pour le rôle de Dickie Eklund dans Fighter (The Fighter)

### Meilleure actrice dans un second rôle
- Hailee Steinfeld pour le rôle de Mattie Ross dans True Grit
  - Melissa Leo pour le rôle d'Alice dans Fighter (The Fighter)

### Meilleure distribution
- The Social Network
  - Winter's Bone

### Meilleur scénario original
- Le Discours d'un roi (The King's Speech) – David Seidler
  - Inception – Christopher Nolan

### Meilleur scénario adapté
- The Social Network – Aaron Sorkin
  - Winter's Bone – Debra Granik et Anne Rosellini

### Meilleure photographie
- Winter's Bone – Michael McDonough
  - Inception – Wally Pfister

### Meilleur film en langue étrangère
- Mother (마더) •  Corée du Sud
  - Biutiful •  Mexique /  Espagne

### Meilleur film d'animation
- Toy Story 3
  - Dragons (How To Train Your Dragon)

### Meilleur film documentaire
- Inside Job
  - Faites le mur ! (Exit Through the Gift Shop)

### Wyatt Award
(récompense en l'honneur de Gene Wyatt pour un film qui capture l'esprit du Sud)
- Winter's Bone
  - Le Grand Jour (Get Low)